# Championnats d'Afrique de badminton 2024
Navigation
Benoni 2023 Douala 2025
Les championnats d'Afrique de badminton 2024 se déroulent du 16 au 18 février 2024 au Caire, en Égypte.

## Médaillés
| Épreuve       | Or                                 | Argent                             | Bronze                                               |
| ------------- | ---------------------------------- | ---------------------------------- | ---------------------------------------------------- |
| Simple hommes | Anuoluwapo Juwon Opeyori           | Georges Paul                       | Adham Hatem Elgamal (en)                             |
| Simple hommes | Anuoluwapo Juwon Opeyori           | Georges Paul                       | Victor Ikechukwu                                     |
| Simple dames  | Kate Foo Kune                      | Fadilah Shamika Mohamed Rafi       | Gladys Mbabazi                                       |
| Simple dames  | Kate Foo Kune                      | Fadilah Shamika Mohamed Rafi       | Johanita Scholtz                                     |
| Double hommes | Koceila Mammeri Youcef Sabri Medel | Momoh Nusa Godwin Olofua (en)      | Lucas Douce Khemtish Rai Nundah                      |
| Double hommes | Koceila Mammeri Youcef Sabri Medel | Momoh Nusa Godwin Olofua (en)      | Melvin Appiah Tejraj Pultoo (it)                     |
| Double dames  | Amy Ackerman Deidre Laurens        | Husina Kobugabe Gladys Mbabazi     | Dorcas Ajoke Adesokan Sofiat Arinola Obanishola (en) |
| Double dames  | Amy Ackerman Deidre Laurens        | Husina Kobugabe Gladys Mbabazi     | Fadilah Shamika Mohamed Rafi Tracy Naluwooza (it)    |
| Double mixte  | Koceila Mammeri Tanina Mammeri     | Adham Hatem Elgamal (en) Doha Hany | Georges Paul Kate Foo Kune                           |
| Double mixte  | Koceila Mammeri Tanina Mammeri     | Adham Hatem Elgamal (en) Doha Hany | Alhaji Aliyu Shehu Uchechukwu Deborah Ukeh (en)      |

## Tableau des médailles
- Pays organisateur (Égypte)

| Rang  | Nation         | Or | Argent | Bronze | Total |
| ----- | -------------- | -- | ------ | ------ | ----- |
| 1     | Algérie        | 2  | 0      | 0      | 2     |
| 2     | Maurice        | 1  | 1      | 3      | 5     |
| 2     | Nigeria        | 1  | 1      | 3      | 5     |
| 4     | Afrique du Sud | 1  | 0      | 1      | 2     |
| 5     | Ouganda        | 0  | 2      | 2      | 4     |
| 6     | Égypte         | 0  | 1      | 1      | 2     |
| Total | Total          | 5  | 5      | 10     | 20    |